# Provincia Zambezia
Zambezia este o provincie  în Mozambic. Reședința sa este orașul Quelimane.